# Gästrikland
Gästrikland ist eine schwedische Landschaft (historische Provinz – schwedisch landskap) im Südosten des Landesteils Norrland. Sie gehört gemeinsam mit der Landschaft Hälsingland zum Verwaltungsbezirk Gävleborgs län.
Die wichtigsten Städte in Gästrikland sind Gävle (Sitz der Bezirksregierung von Gävleborgs län) und die Industriestadt Sandviken, wo sich der Hauptsitz des weltweit tätigen Konzerns Sandvik Aktiebolag befindet.
Prinzessin Madeleine von Schweden führt den Titel „Herzogin von Hälsingland und Gästrikland“, ein reiner Ehrentitel ohne Befugnisse.

## Geographie
Geographisch liegt die Landschaft in Zentralschweden. Im 13. Jahrhundert wurde sie als Teil von Uppland betrachtet, danach wurde sie dem Norden des Landes zugeordnet.
Gästrikland wird auch das „Tor nach Norrland“ genannt. Die Landschaft wirbt für sich mit dem Slogan „Hier beginnt die Wildnis“.
Die größten Teile Gästriklands sind Ebenen, die im Süden und Osten fruchtbar sind und landwirtschaftlich genutzt werden. Der Norden und Westen ist hügelig und zu weiten Teilen mit Wald bedeckt. Es gibt sehr viele kleinere und mittelgroße Seen; etwa ein Zehntel der Gesamtfläche ist mit Wasser bedeckt.

## Geschichte
In Gästrikland gibt es über 1.800 ur- und frühgeschichtliche Fundstellen, darunter das Gräberfeld von Järvsta.
Laut einer alten Chronik flüchtete der Thronanwärter Holmger Knutsson aus dem Geschlecht der Folkunger 1247 nach Gästrikland, nachdem er einen Aufstand gegen König Erik XI. geleitet hatte. Dort wurde er aufgespürt und hingerichtet. Holmgers Vater war Knut II., der kurzzeitig den Königstitel innehatte.

## Gemeinden
Seit einer Gemeindereform 1971 bestehen in der Landschaft vier Großgemeinden. Entsprechend der schwedischen Gemeindeordnung handelt es sich um Einheitsgemeinden, welche nicht mehr nach den alten Gemeindetypen Stadt- (stad), Markt- (köping) und Landgemeinde (landskommun) unterschieden werden.
- Gävle (umfasst die frühere Stadtgemeinde Gävle sowie die früheren Ortsgemeinden Hamrånge, Hedesunda und Valbo)
- Sandviken (umfasst die frühere Stadtgemeinde Sandviken, die frühere Marktgemeinde Storvik sowie die früheren Ortsgemeinden Järbo, Ovansjö, Årsunda und Österfärnebo)
- Hofors (umfasst die früheren Ortsgemeinden Hofors und Torsåker)
- Ockelbo

Alle vier Gemeinden gehören zum Gerichtsbezirk des Amtsgerichtes (schwed. tingsrätt) in Gävle. Berufungsgericht ist das Hovrätten för Nedre Norrland in Sundsvall.

## Gästrikland und die Auswirkungen der Katastrophe von Tschernobyl
Die Katastrophe von Tschernobyl im Jahr 1986 wirkte sich aufgrund der zu diesem Zeitpunkt herrschenden Wetterverhältnisse äußerst ungünstig auf die nördliche Hälfte Schwedens aus. Etwa 5 % der in Tschernobyl freigesetzten radioaktiven Isotope wurde über schwedischem Staatsgebiet ausgefällt, vor allem in Gästrikland und im benachbarten Uppland rund um die Stadt Uppsala sowie in den Landschaften Västerbotten, Västernorrland und Västmanland.
Laut Angaben des schwedischen Strahlenschutzinstitutes SSI kann auch heute noch erhöhte Strahlung gemessen werden; Personen, die besonders häufig Wild, Fisch, Pilze und Beeren aus betroffenen Regionen genießen, würden sich langfristig einer etwas erhöhten Strahlenbelastung aussetzen. Eine Häufung von Krebsfällen sei jedoch nicht zu beobachten. Gleichzeitig sinkt der Gehalt von radioaktivem Caesium beständig. Erlegtes Wild sowie Beeren und Pilze können freiwillig zu Messungen gebracht werden; weiters werden laufend Messungen in der Region durchgeführt.
In den Bäumen reicherte sich Cäsium-137 an, weswegen seitens des Strahlenschutzinstitutes SSI und den Gemeinden in der Landschaft besondere Ratschläge an Haushalte mit Holzöfen erteilt werden, wie die anfallende Asche zu entsorgen ist. Vor allem ist Holz aus den östlichen Teilen der Gemeinde Sandviken betroffen.

## Landschaftssymbole
- Blume: Maiglöckchen (lat. Convallaria majalis)
- Tier: Auerhuhn (Tetrao urogallis)
- Fisch: Hering (Clupea harengus membras)
- Stein: Sandstein